# Воловець (річка)
Волове́ць — річка в Українських Карпатах, у межах Міжгірського району Закарпатської області. Ліва притока Ріки (басейн Тиси).

## Опис
Довжина 12 км, площа басейну 33,5 км². Похил річки 67 м/км. Річка гірського типу. Долина вузька і глибока, в багатьох місцях заліснена. Заплава здебільшого одностороння або відсутня. Річище слабозвивисте.

## Розташування
Воловець бере початок на північ від села Стригальня, при північно-східних схилах хребта Кам'янка (масив Привододільні Ґорґани). Тече спершу на південь, далі поступово повертає на південний захід і захід. Впадає до Ріки в північній частині смт Міжгір'я.